# باغ هزارجریب

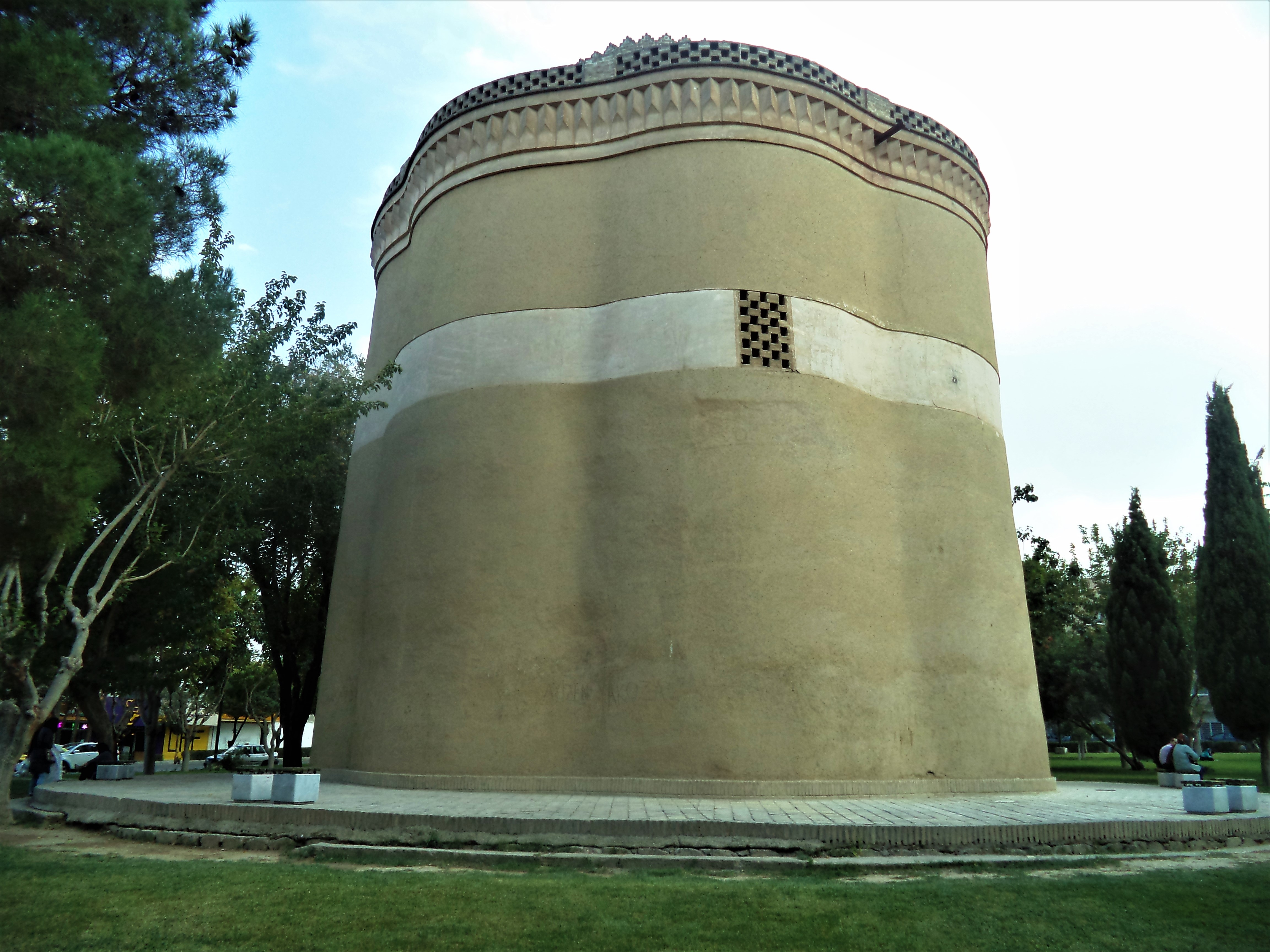
برج کبوترخانه شرقی باغ هزارجریب

باغ هزارجریب باغی بود که در جنوب اصفهان در دامنهٔ کوه صفه در انتهای خیابان چهارباغ قرار داشت.
نام‌گذاری این باغ به دلیل وسعت زیاد آن و مساحت هزار در هزار ذرعی آن بود. در دورهٔ شاه عباس بزرگ چهارباغ از یک طرف به عمارت جهان‌نما و از سوی دیگر در جنوب شهر به باغ هزارجریب منتهی می‌گردیده‌است. کاخ فرح‌آباد اصفهان نیز در نزدیکی این مجموعه قرار داشت. از این باغ اکنون اثری نیست و به‌دست مسعود میرزا ظل‌السلطان در دورهٔ قاجار به همراه دیگر باغ‌های چهارباغ اصفهان از بین رفته‌است.
توصیف شاردَن فرانسوی از این باغ به این نحو است:
این باغ دوازده طبقهٔ مسطح دارد که دوازده خیابان عرضی از آن به موازات باغ عبور می‌کنند و سه خیابان طولی هم دارد که از زیر سقف‌های آجری عبور کرده از سوی دیگر باغ سردر می‌آورند.
در فاصل بین هر طبقه که آبشاری ملایم وجود دارد در پایین آن حوض‌هایی ساخته‌اند که به اشکال مختلف هندسی از جمله دایره و مستطیل و هشت ضلعی می‌باشد. در دو طرف هر حوض عمارت‌های آجری ساخته‌اند و در طبقهٔ ششم کلاه‌فرنگی بزرگی ساخته شده در سه طبقه که مساحت قابل توجهی داشته‌است.
یک عمارت در ابتدا و عمارتی در انتهای باغ ساخته بودند که از هر حیث شبیه به هم بوده‌اند.
خیابان میانی که در راستای چهارباغ بوده‌است همانند چهارباغ و در جهت هماهنگی با آن بوده به گونه‌ای که در دو طرف آن درختان چنار کاشته شده و در وسط آن نهر آب جاری بوده‌است.
در چهار طرف باروهای باغ نیز کبوترخانه ساخته بودند تا هم از کود کبوترها جهت کشت صیفی‌جات استفاده کنند و هم از لحاظ ساختمان برج از نمای بیرون عظمت و جلال دهند.
فواره‌های متعدد باغ نیز که در تمام باغ پراکنده‌اند تعدادشان به پانصد فواره می‌رسد که در جای خود بسیار زیبا و دلنواز هستند.